# Farndon (Cheshire)
Farndon è un villaggio e parrocchia civile dell'Inghilterra, appartenente alla contea del Cheshire.